# Социальная динамика
Социальная динамика, социодинамика — исследование способности общества реагировать на внутренние и внешние изменения и иметь дело с его механизмами регуляции; совокупность процессов функционирования, изменения и развития общества и его социальных структур; математически вдохновлённый подход, чтобы проанализировать общество, полагаясь на теорию систем и социологию.
Как и системная динамика, социальная динамика связана с изменениями во времени и подчеркивает роль обратных связей. Однако в социальной динамике индивидуальный выбор и взаимодействие обычно рассматриваются как источник поведения на уровне совокупности, а системная динамика предполагает, что структура обратных связей и накоплений отвечает за динамику на уровне системы. Однако в социальной динамике индивидуальный выбор и взаимодействие обычно рассматриваются как источник поведения на уровне совокупности, а системная динамика предполагает, что структура обратных связей и накоплений отвечает за динамику на уровне системы.
Социологи, этнологи, экономисты, социальные психологи, криминологи, антропологи и биологи используют это в своих исследованиях систем и поведения.
Социальная динамика (в философии) — это подход к изучению общественных явлений, где предметом исследования выступает процесс изменений этих явлений, их обусловленность и направленность, а также последствия.
Социальная динамика (в социологии) — это совокупность законов, по которым развиваются и изменяются социальные системы, которые включают базовые общественные институты: государство, семья, религия, разделение труда и т. д.
Социальная динамика (в обществознании) — это система, состоящая из механизмов функционирования, процессов изменения и эволюции общества и его социальных структур.